# Vladímir Malanin
Vladímir Vladímirovich Malanin (en ruso: Влади́мир Влади́мирович Мала́нин; nacido el 30 de agosto de 1942 en el pueblo de Sylvensk, raión de Kungur, óblast de Perm) — mecánico ruso, doctor en ciencias técnicas, profesor, jefe del departamento de procesos de control y seguridad de la información de la Facultad de Mecánica y Matemáticas (1975–2011), vicerrector de investigación (1983–1987), rector (1987–2010), presidente (desde 2010) de la Universidad de Perm.

## Biografía
En 1965 se licenció en la Facultad de Mecánica y Matemáticas de la Universidad de Perm. De 1975 a 2011 – Jefe del Departamento de Mecánica y Control de Procesos en la Facultad de Mecánica y Matemáticas de la Universidad de Perm.
Desde 2001 — Doctor en Ciencias Técnicas. De 1983 a 1987 fue vicerrector de trabajos científicos de la Universidad de Perm.
En marzo de 1987 el personal de la Universidad eligió a V.V. Malanin como rector (fue uno de los primeros en la URSS y el primero en la RSFSR en dirigir la universidad de esta manera); posteriormente fue reelegido para este cargo en cuatro ocasiones (en 1992, 1997, 2002 y 2007). 
En 1996 fue elegido Presidente del Consejo de Rectores de las Instituciones de Educación Superior de Perm, en 2007 — Presidente del Consejo de Rectores de las Instituciones de Educación Superior de Perm. 
En 1999, fue vicepresidente del Consejo Científico-Metódico de Mecánica Teórica del Ministerio de Educación y Ciencia. Fue consejero del presidente ruso Vladímir Putin en las elecciones presidenciales de 2000. 
Desde 2010, es presidente del Consejo de Disertación de Física y Matemáticas  de la Universidad de Perm., así como presidente de la sección regional de Perm de la Fundación Científica de Rusia.
Desde 2010, es presidente de la Universidad de Perm. Al mismo tiempo, es miembro del Consejo de la Unión de Rectores de Rusia.

## Actividad científica y administrative
Es el fundador de una nueva corriente científica relacionada con la dinámica de los sistemas complejos deterministas y estocásticos. Sus intereses científicos también están relacionados con temas como el álgebra computacional, la modelización matemática en ciencias naturales, la mecánica general y aplicada, los métodos de optimización y la historia de las ciencias físicas y matemáticas.
Su actividad de investigación más larga es la resolución del problema del control óptimo del vuelo de las aeronaves. Recientemente ha desarrollado los métodos de la mecánica de sólidos, utilizando los parámetros de Rodrigue-Hamilton y Cayley-Klein para describir el movimiento.
Un papel importante en su formación como científico y profesor fue la formación científica en 1976 y 1977 en la Sorbona (Francia) y en 1999 en Oxford (Reino Unido).
Bajo la dirección de V. V. Malanin, se llevaron a cabo conferencias, simposios y seminarios internacionales, de toda la Unión, de toda Rusia y regionales sobre la base de la Universidad Estatal de Perm y las instituciones educativas y científicas de la región. Supervisor de trabajos científicos en el marco de las subvenciones CDRF (American Civilian Research and Development Foundation, 2002–2008) y RFBR (desde 2002).
Bajo la supervisión de Malanin (1987–2010), se reorganizó la Universidad de Perm y se crearon nuevos departamentos (en 1996, el Departamento de Filosofía y Sociología; en 2003, el Departamento de Lenguas y Literaturas Extranjeras Modernas), se pusieron en marcha decenas de nuevas especializaciones, se optimizó la estructura de la universidad, etc. Después de que Perm dejara de ser una ciudad cerrada a los extranjeros en 1989, Malanin prestó mucha atención al desarrollo de las relaciones internacionales. A principios de la década de 1990 se construyó un nuevo edificio de la ENI y en 2004 un nuevo edificio administrativo y educativo.
Miembro del Comité Nacional de Mecánica Teórica y Aplicada ACR (2002), Vicepresidente del Consejo Científico-Metódico de Mecánica Teórica del Ministerio de Educación y Ciencia de la Federación Rusa (2010).
Consejo Científico Metodológico de Mecánica Teórica, Ministerio de Educación y Ciencia de la Federación Rusa (desde 2010). Durante el centenario de la historia de la Universidad de Perm V. V. Malanin ostenta el récord de duración del rectorado (23 años).